# Vincenzo Danti

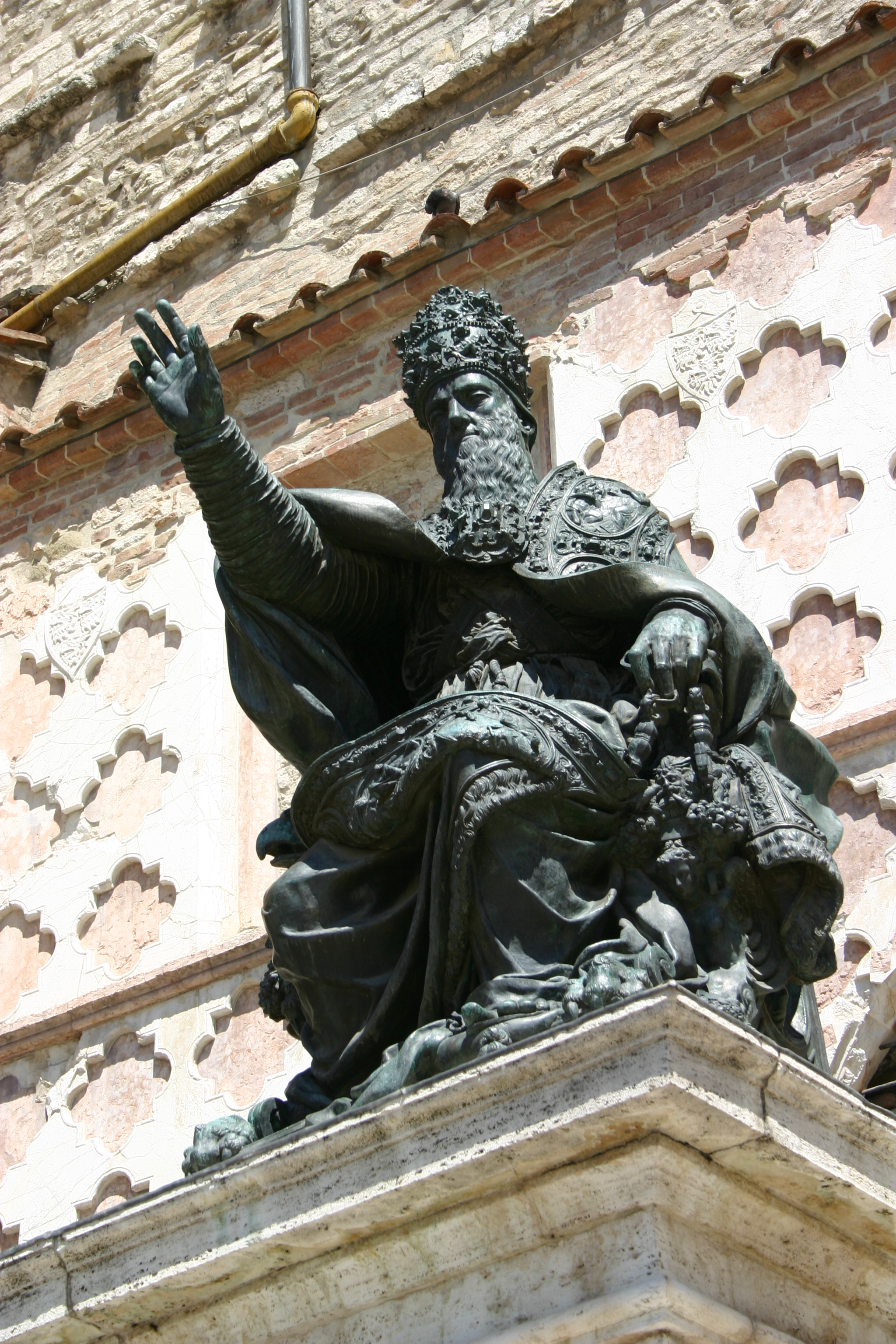
Paus Julius III door Vincenzo Danti. Het beeld bevindt zich voor de kathedraal van Perugia

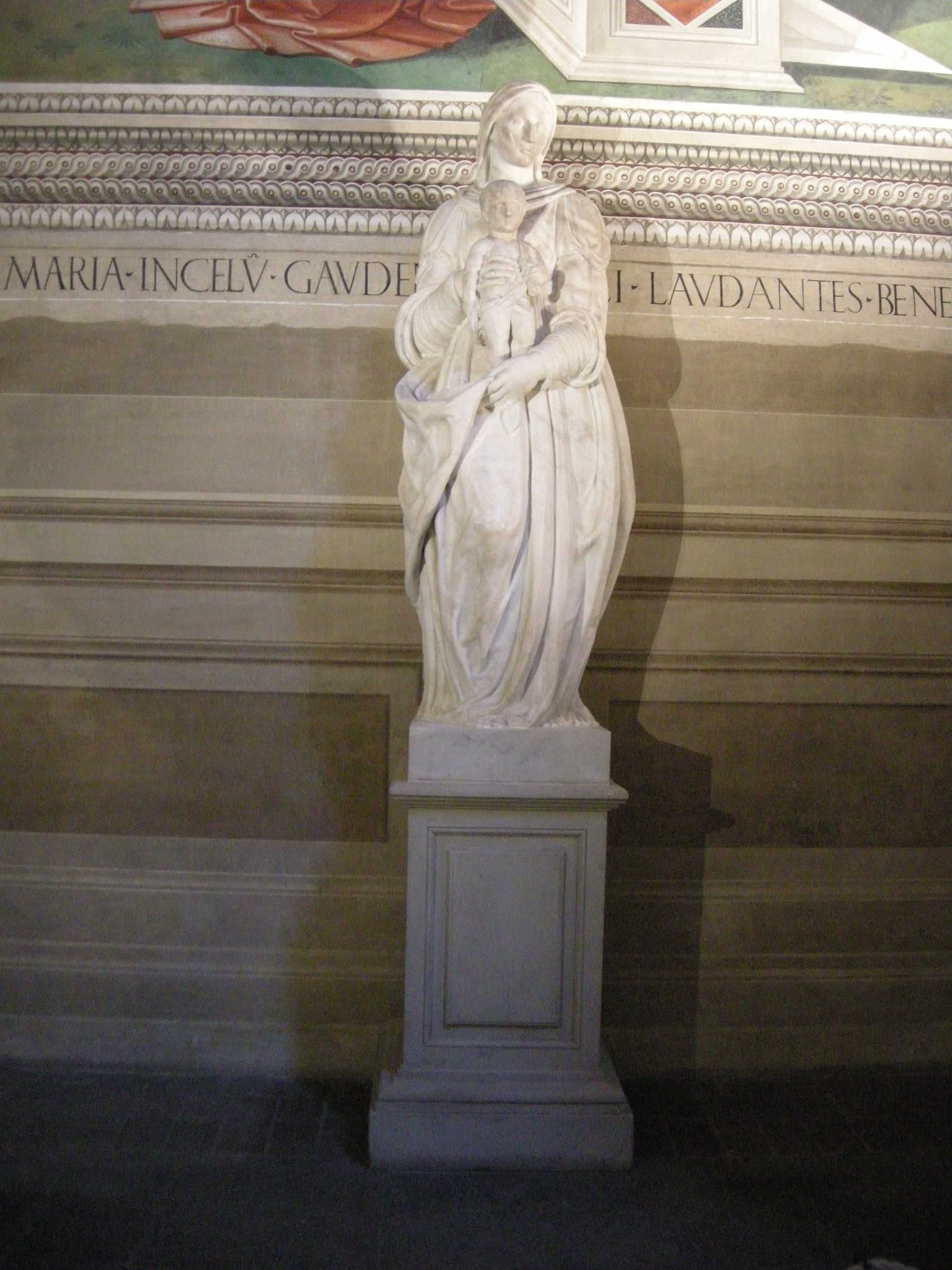
Madonna met kind, door Vincenzo Danti. Het beeld bevindt zich in de Basilica di Santa Croce in Florence (Baroncelli-kapel)

Vincenzo Danti (Perugia, 17 april 1530 - aldaar, 26 mei 1576) was een Italiaanse beeldhouwer, architect, dichter en schrijver uit het Cinquecento. Hij behoort tot de stijlperiode van de Renaissance. Hij is de broer van de wiskundige, astronoom en kosmograaf Ignazio Danti.

## Leven en werk
Danti ontving een opleiding tot goudsmid in zijn geboortestad Perugia, met als doel de handel van zijn vader, Giulio Danti, over te nemen. Zijn leermeester was Panfilio Marchesi, een beeldhouwer en goudsmid uit Brescia, die werkte in Rome van 1543-1571. In 1548 trad Vincenzo toe tot het Perugiaanse goudsmidgilde. Van 1548 tot 1553 was hij in Rome om anatomie te studeren. In deze periode zou hij Michelangelo Buonarroti ontmoet hebben.  
In 1553 werd Danti's gevraagd om een beeld te maken van Paus Julius III. Het beeld staat voor de kathedraal van Perugia (zie afbeelding). Danti maakte samen met zijn vader een bronzen sculptuur van groot formaat, wat in die tijd nog niet veel voorkwam. Zijn idee over de uitwerking van het beeldhouwwerk zelf was geïnspireerd door een (verloren gegaan) beeld dat Michelangelo van Paus Julius III gemaakt had. In 1557 ging Danti naar Florence. Hierdoor en door de band tussen Paus Julius III, die in 1555 overleed en Cosimo I de' Medici kreeg Vincenzo zijn volgende opdracht. De opdracht bestond erin een sculptuur te maken van Herakles en Antaios, dat moest komen te staan in de tuin van Cosimo I de' Medici. Het project werd geen groot succes; dit was een tegenslag voor Danti. Hij herstelde zich door op de bronzen beelden zeer fijne bas-reliëfs aan te brengen, wat Cosimo I de' Medici behaagde. Zijn volgende werk, Eer tromfeert over onwaarachtigheid, dat uit één blok marmer gebeeldhouwd was, wordt beschouwd als een teken van grote kunstvaardigheid. Tot zijn beste werken behoren verder: Mozes en de vrijpostige slang (1559, een bronzen reliëf, beïnvloed door Donatello) en De onthoofding van Johannes de Doper (1571, boven de bronzen deuren van de zuidingang van de Battistero di San Giovanni in Florence). Een Madonna met kind bevindt zich in de Basilica di Santa Croce in Florence (Baroncelli-kapel).
Danti's werkwijze sluit nauw aan bij die van Michelangelo. Verondersteld wordt dat de kunstvaardigheidsideeën van Michelangelo Danti hebben bereikt door persoonlijk contact en via Ascanio Condivi, de biograaf van Michelangelo. Danti heeft in 1564 meegewerkt aan de planning van de begrafenis van Michelangelo.
In 1573 keerde Vincenzo Danti terug naar zijn geboortestad. Deze terugkeer was mogelijk het gevolg van het feit dat Graaf Francesco I de' Medici, de opvolger van Cosimo I de' Medici, de voorkeur gaf aan de beeldhouwer Giambologna boven Danti.

## Het traktaat van Vincenzo Danti
Naast beeldhouwen had Danti ook interesse in architectuur. Hij had als doel lid te worden van de Accademia del Disegno. Hiervoor moest hij een traktaat publiceren. Danti nam zich voor om een werk te schrijven in vijftien delen. Hiervan is alleen het eerste deel voltooid. Acht delen ervan zouden over de menselijke anatomie gaan en de overige zouden de posities en bewegingen van de mens, de passies, de historische composities, de drapering en andere ornamenten, landschappen en dieren en alles wat te maken heeft met landschappen, de architecturale proporties die gebaseerd zijn op het menselijk lichaam en ten slotte de praktijk van de beeldende kunsten beschrijven.
Enkele familieleden van Danti hadden ook reeds verhandelingen geschreven, waaronder zijn grootvader Pier Vincenzo Danti, zijn tante Teodora Danti en zijn vader Giulio Danti. Zijn grootvader schreef een astronomisch traktaat dat van belang geacht wordt bij de studies over optica in het Quattrocento. 
In 1567 schreef Danti de introductie op zijn voorgenomen meerdelig traktaat over volmaakte verhoudingen. De titel van het traktaat luidt: Primo Libro del trattato delle perfette proporzioni di tutte le cose, che imitare o ritrarre si possono con l’arte del disegno. In deze verhandeling neemt Danti zijn vertrekpunt in een paar denkbeelden van Michelangelo. Enkele van die ideeën waren: (i) de mens heeft behoefte aan mentale richtingaanwijzers die de beeldende kunst kan bieden, (ii) men moet de dingen niet kopiëren zoals ze in werkelijkheid zijn, en (iii) de  anatomie is de wetenschap die aan de basis ligt van de beeldende kunst. Deze gedachten wist hij te combineren met denkbeelden van Aristoteles. Hij was van mening dat de ideeën en de kunst van Michelangelo de enige juiste zijn; alle andere kunstenaars kunnen slechts proberen deze te evenaren.
- Bibliothèque nationale de France: cb17065318g (data)
- Gemeinsame Normdatei: 118671014
- International Standard Name Identifier: 0000 0000 6630 1253
- KulturNav: f02c3f95-159a-4f77-9d3f-eb6b08c126e1
- Library of Congress Control Number: nr96041631
- Nationale Bibliotheek van Tsjechië: xx0197268
- Nationale Bibliotheek van Israël: 987007586440505171
- Nederlandse Thesaurus van Auteursnamen: 070423415
- RKD-Nederlands Instituut voor Kunstgeschiedenis: 20020
- Istituto Centrale per il Catalogo Unico: BVEV041730
- SNAC: w6545k9q
- Système universitaire de documentation: 131150189
- Union List of Artist Names: 500115504
- Virtual International Authority File: 62342520
- WorldCat: E39PBJtCBxcdvyvPXF8b6k4Xh3